# 가브리에우 보르툴레투
가브리에우 보르툴레투(Gabriel Bortoleto, 2004년 10월 14일~)는 브라질의 레이싱 드라이버이다. 자우버에서 포뮬러 원에 참가하기로 계약했다.
상파울루에서 태어나고 자란 보르톨레토는 7세에 경쟁 카트 레이싱을 시작하여 여러 국가 타이틀을 획득하고 2020년에 주니어 포뮬러로 진급했다. 2회 월드 드라이버 챔피언인 페르난도 알론소의 제자였던 보르톨레토는 곧 이탈리안 F4와 포뮬러 리저널 유러피언에서 우승한 후, 2023년 트라이던트와 함께 FIA 포뮬러 3 챔피언십에서 첫 타이틀을 차지했다. 보르톨레토는 2024년 FIA 포뮬러 2로 진출하여 그 해에 인빅타(Invicta)에서 챔피언십에서 우승하여 신인 시즌에 GP2/포뮬러 2 타이틀을 차지한 역사상 7번째 드라이버가 되었다. 몬차 피처 레이스에서 보르톨레토는 포뮬러 2 또는 포뮬러 원에서 그리드의 마지막에서 우승한 최초의 드라이버가 되었다.
2023년부터 2024년까지 맥라렌 드라이버 디밸롭먼트 프로그램(McLaren Driver Development Programme)의 일원이었던 보르톨레토는 2026년 아우디에 인수되기 전인 2025년 자우버에 합류했다. 보르톨레토는 최소한 2026년 시즌이 끝날 때까지 자우버/아우더에 머물기로 계약했다.

## 초기 및 개인 생활
가브리에우 루렌조 보르툴레투 올리베이라는 2004년 10월 14일 브라질 상파울루주 오사스코에서 태어났다. 그의 아버지 링컨 올리베이라는 브라질에서 스톡카 프로 시리즈의 최고 경영자이자 공동 소유주로 활동하고 있다. 그는 1996년 아메리카넷을 설립했으며, 2023년 베로와 제휴하여 19억 루피의 매출을 기록하며 브라질 최대 인터넷 서비스 제공업체 중 하나가 되었다.
이 가족은 스톡카 및 카트 레이싱 팀인 KTF 레이싱도 운영하고 있다. 그의 형 엔조는 이전에 포뮬러 4와 영국 포뮬러 3에 출전했다. 보르툴레투는 절친한 친구들 사이에서 "비비"로 알려져 있다. 그는 페르난도 알론소가 소유한 A14 매니지먼트에서 관리하며, 포르투 세구로, 오 보티카리오, 방코 데 브라질리아, 퀄컴 스냅드래곤의 지원을 받고 있다. 그는 2020년부터 컴퓨터 과학 학생 이사벨라 베르나르디니와 사귀고 있다. 그의 레이싱 우상은 아일톤 세나이다.

## 주니어 레이싱 경력

### 카트 레이싱
보르툴레투는 2011년 10월에 카트를 시작했다. 보르툴레투는 2012년에 캄페오나토 술브라실레이로 데 카트에 참가하기 시작했다. 11살 때 가족의 지원을 받아 레이싱 경력을 쌓기 위해 유럽으로 이주했다. 그는 2019년까지 카트에 머물렀으며, 가장 성공적인 해는 2018년으로, OK-주니어에서 열린 유럽 및 세계 선수권 대회에서 3위를 차지했으며, WSK 슈퍼 마스터 시리즈와 안드레아 마구티 트로피에서 모두 부 챔피언이 되었다.

### 포뮬러 4
보르툴레투는 2020 이탈리아 F4 챔피언십에서 세바스티안 몬토야, 가브리엘레 미니, 디노 베르다노비치와 함께 프레마 파워팀에서 자동차 경주 데뷔를 했다. 그의 첫 포디움은 무겔로에서 열렸으며, 무겔로에서 2위, 3위, 우승을 차지하며 시즌 4라운드에서 첫 싱글 시트 우승을 차지했다. 그는 몬차에서 두 개의 포디움을 더 득점하고 전체 챔피언십에서 시즌을 5위로 마쳤다. 이는 몬토야보다 앞서 있었지만 베르다노비치와 최종 챔피언 민 ì에 뒤졌다. 보르툴레투는 신인 순위에서도 4위를 차지했다.

### 포뮬러 지역 유럽 선수권 대회

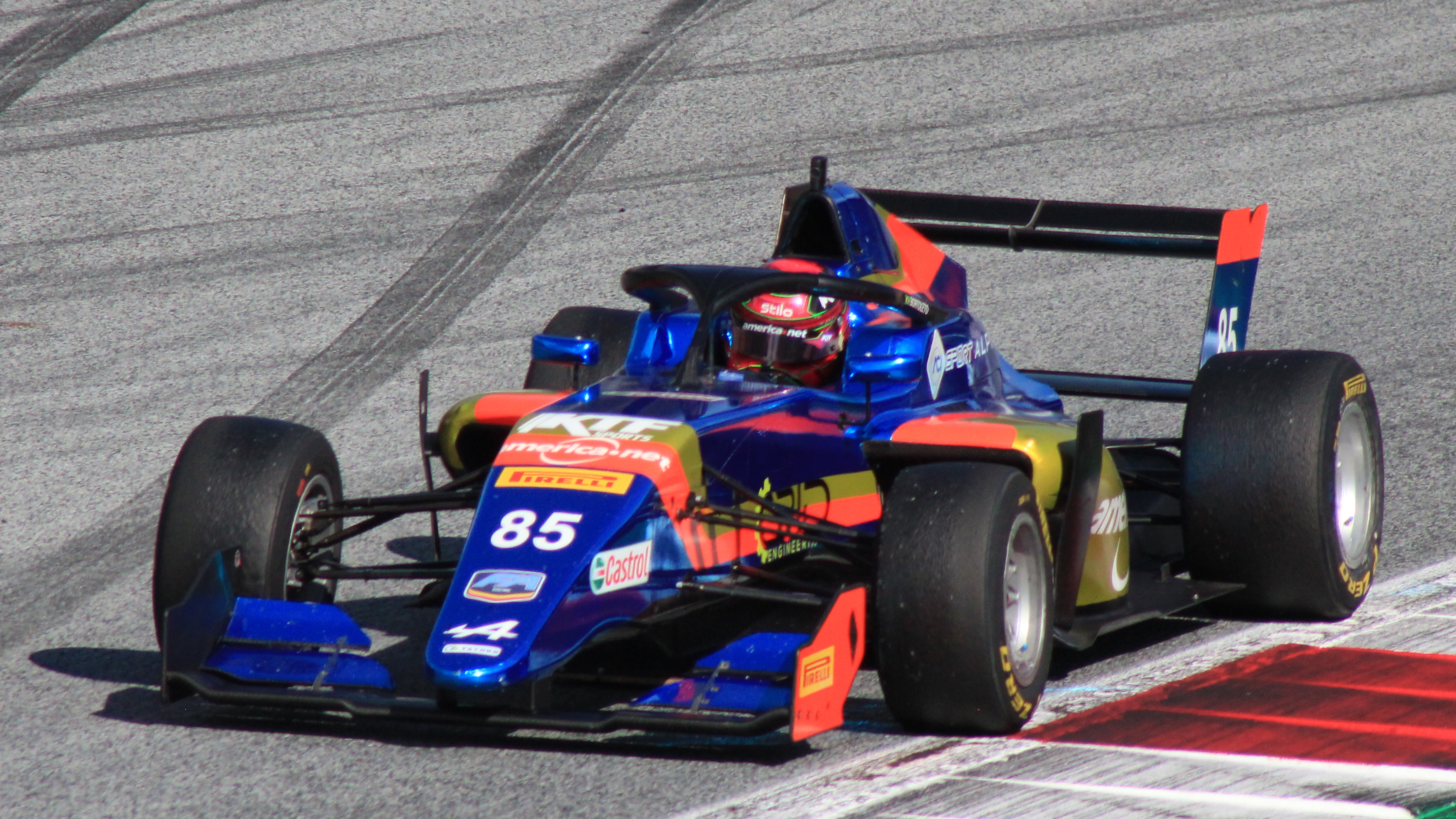
보르툴레투가 레드불 링에서 열린 2021 포뮬러 유럽 지역 선수권 대회에 출전하고 있다.

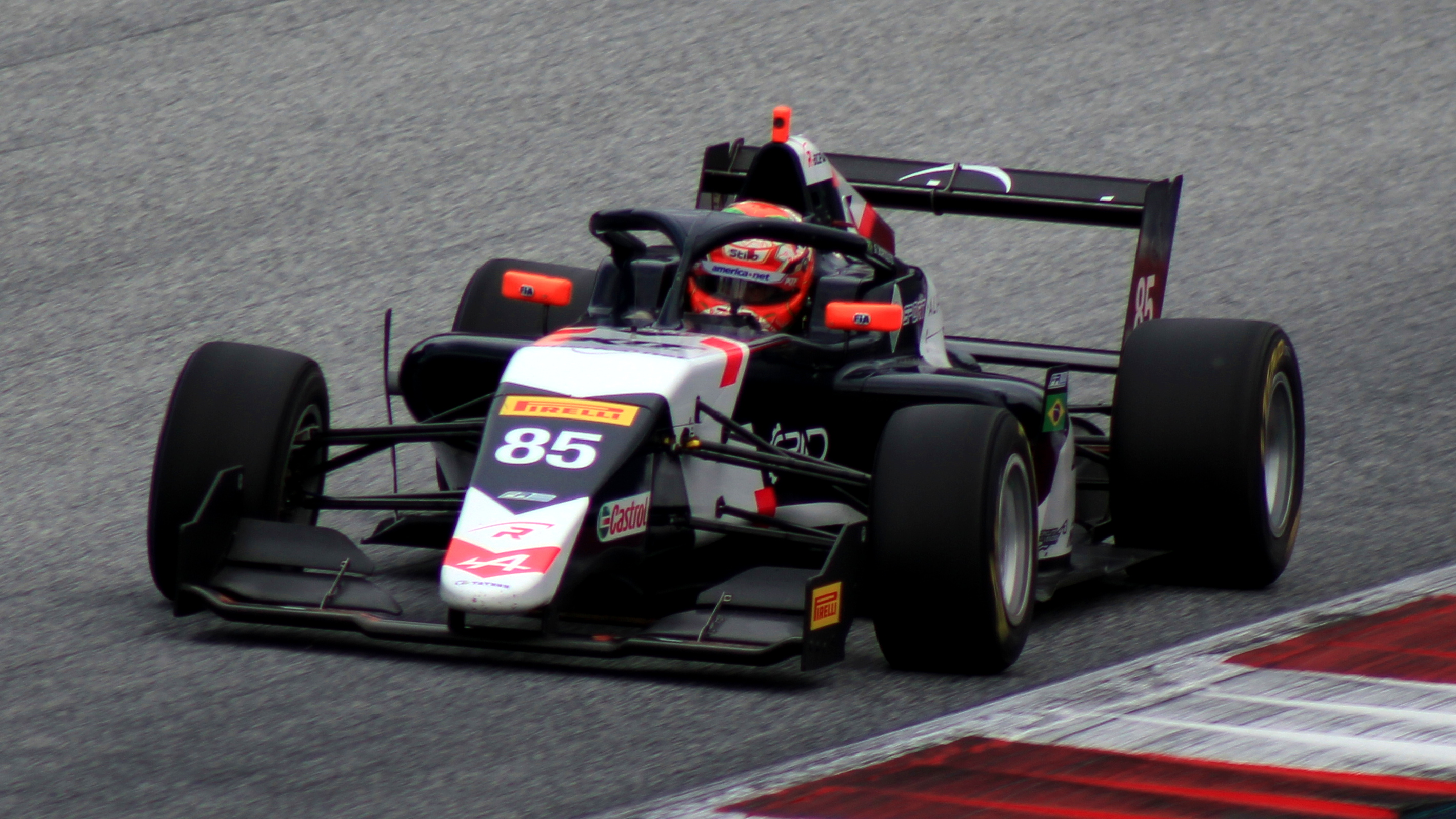
보르툴레투가 레드불 링에서 열린 2022 포뮬러 유럽 지역 선수권 대회에 출전하고 있다.

2021년 3월, 보르툴레투가 MP 모터스포츠가 운영하는 FA 레이싱과 함께 포뮬러 지역 유럽 챔피언십에 데뷔할 것이라는 발표가 있었다. 그는 이몰라에서 열린 시즌 첫 번째 레이스에서 첫 번째 포인트를 기록하며 9위를 차지했다. 그 후 레드불 링에서 7라운드까지 진행되었고, 보르툴레투가 다시 득점하여 이번에는 두 번째 레이스에서 포디움에 올랐다. 이로써 상위 10위 안에 들기 시작했고, 연말에는 순위 15위에 올랐다.
2022년 초 포뮬러 아시아 지역 선수권 대회의 일부 캠페인에서 R-ace GP와 3Y 경쟁을 벌인 보르톨레토는 야스 마리나에서 열린 리버스 톱 10 레이스에서 우승한 후 유럽 선수권 대회를 앞두고 R-ace GP에 합류할 것이라고 발표되었다. 보르톨레토는 한 해 동안 엔진 문제로 어려움을 겪었지만 스파에서 우승하며 팀 동료 하드린 데이비드가 페널티를 받은 후 바르셀로나에서 승리를 이어받았다. 그는 데이비드에게 패했지만 다른 팀 동료 로렌조 플럭사를 파견하는 등 전체 6위에 머물렀다.

### FIA 포뮬러 3 챔피언십

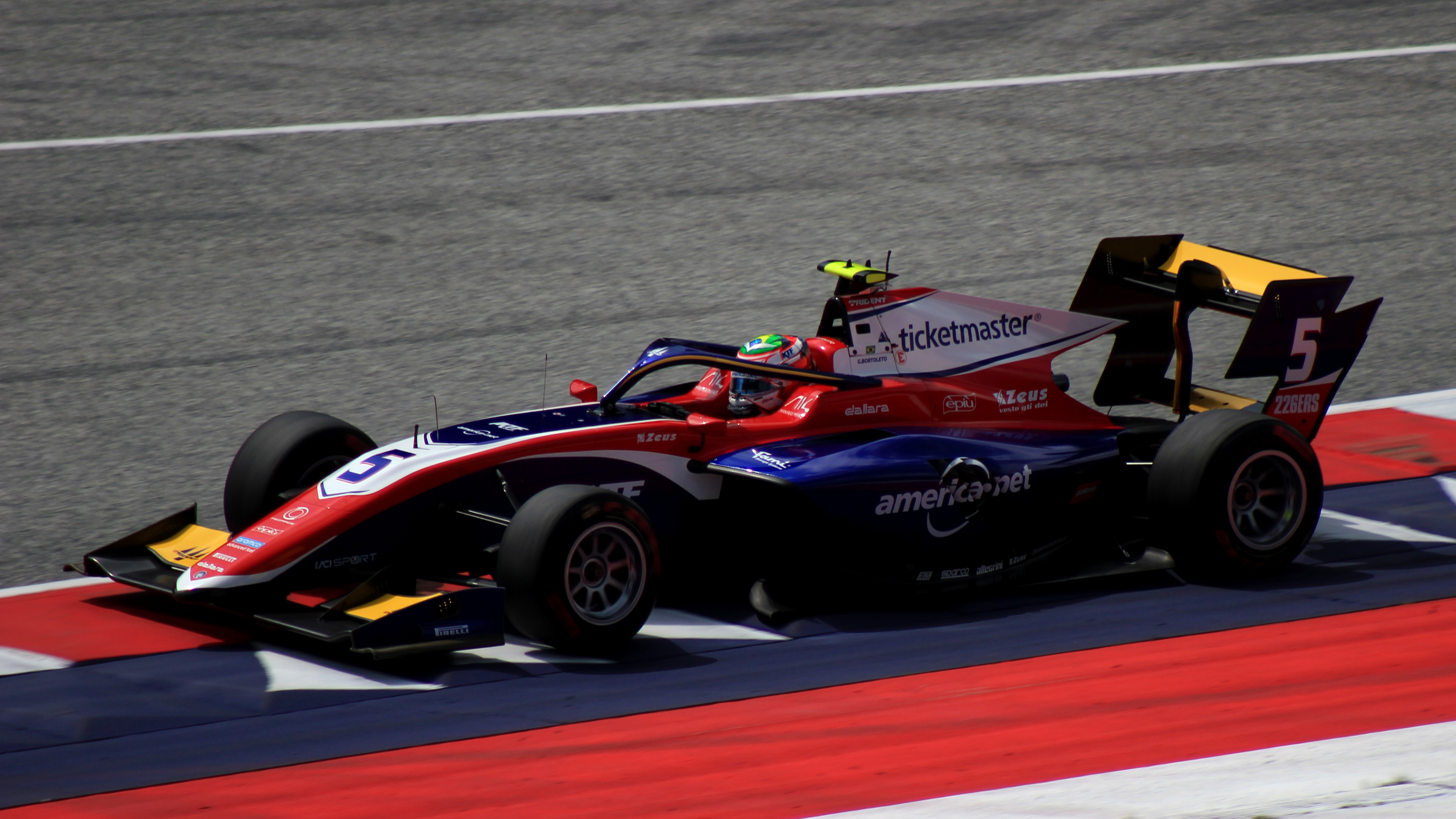
2023 스필버그 포뮬러 3 라운드에서 달라라 F3 2019를 운전하는 보르툴레투

9월 말, 보르툴레투는 트리덴트와 함께 헤레즈에서 열린 2022 FIA 포뮬러 3 포스트시즌 테스트에 올리버 괴테, 레오나르도 포르나롤리와 함께 참가했다. 얼마 지나지 않아 그는 2023 FIA 포뮬러 3 챔피언십의 트리덴트 드라이버로 발표되었으며, 그 시즌 팀에 처음으로 발표된 드라이버가 되었다.
보르툴레투는 바레인 인터내셔널 서킷에서 열린 첫 번째 레이스에서 라파엘 비야고메즈와 충돌한 혐의로 페널티를 받아 포인트 외로 분류되었다. 이후 다음 날 열린 피처 레이스에서 1위를 차지한 가브리엘레 미니가 페널티를 받아 승리했다. 조기 챔피언십 선두로 올라선 브라질 선수는 앨버트 파크에서 폴 포지션과 2연속 피처 레이스 우승을 차지하며 이를 연장했다. 이후 5라운드의 각 레이스에서 득점을 이어갔고, 레드불 링 피처 레이스에서는 2위, 영국과 헝가리 스프린트 레이스에서는 2위를 차지하기도 했다.

보르툴레투는 상위 순위에서 편안한 선두를 달리고 있으며, 2023년 스파-프랑코샹에서 첫 비득점 레이스를 펼쳤다. 토요일 레이스 도중 디노 베나도비치와의 접촉으로 인해 브라질 선수가 차를 멈출 수밖에 없는 약한 예선 세션이 이어졌기 때문이다. 일요일 레이스에서 근소한 차이로 포인트를 놓쳤지만, 직전 타이틀 경쟁자들의 약한 라운드로 인해 보르툴레투는 시즌 최종 라운드로 향하게 되어 38점 차의 우위를 점하게 되었다. 몬차 예선에서 폴 아론과 페페 마르티가 폴 포지션에서 빠지면서 보르툴레투는 금요일에 FIA 포뮬러 3 챔피언으로 등극했다.

### FIA 포뮬러 2 챔피언십

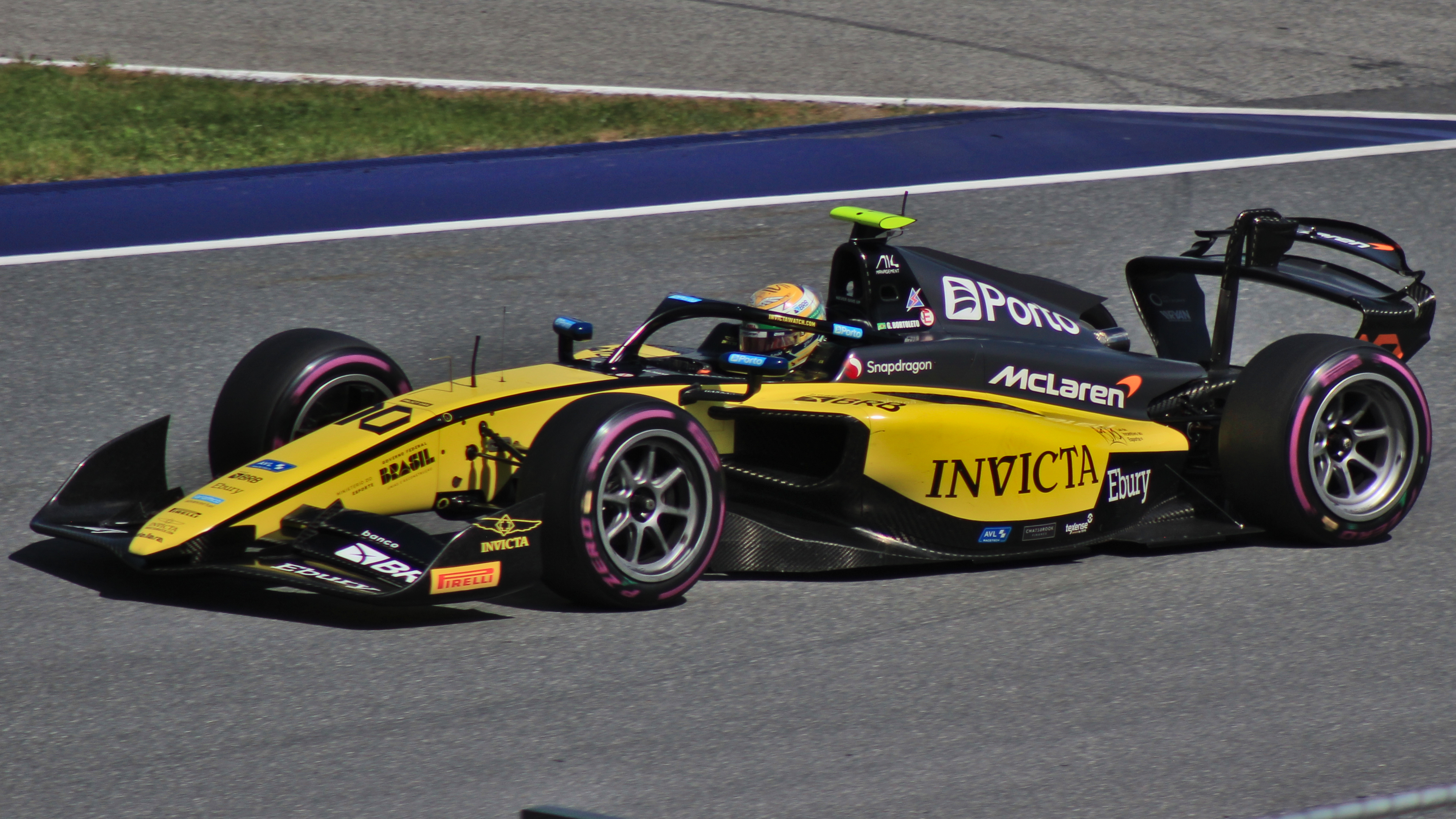
2024 스필버그 포뮬러 2 라운드에서 달라라 F2 2024를 운전하는 보르툴레투

보르툴레투는 2024년 캠페인을 위해 포뮬러 2에 합류하여 알파인 아카데미 드라이버 쿠시 마이니와 함께 인빅타 비르투오시 레이싱에 합류했다. 그는 시즌 개막전에서 바레인에서 2위를 차지하며 시즌을 시작했지만 마이니가 기술적 침해로 실격된 후 폴 포지션으로 승격되었다. 그는 피처 레이스 초반에 이삭 하자르와 접촉하고 회전했음에도 불구하고 두 레이스에서 모두 포인트를 기록했다. 보르툴레투의 다음 라운드 제다에서는 스프린트에서 15위를 차지하며 10위를 차지했고, 피처 레이스의 1랩에서 드라이브 샤프트 고장으로 리타이어 했다. 그는 또한 멜버른에서 열린 스프린트 레이스에서 출발할 때 하자르에게 압박을 받았던 페페 마르티에게 벽에 부딪혀 리타이어 했으며, 유압 고장으로 인해 피처 레이스를 완주하지 못했다.
보르툴레투는 이몰라에서 열린 대회에서 폴 포지션을 취하고 스프린트 경기에서 바레인 이후 처음으로 득점하며 6위를 차지했다. 일요일 대회 시작과 함께 4위로 떨어졌지만 피트 스톱 단계 이후 다시 2위로 올라섰다. 하지만 하자르를 추격했지만 레이스가 끝나기 전에 추월하지 못해 2위로 F2에서 첫 포디움을 차지했다. 그는 모나코에서 9위를 차지했고 스프린트 경기를 2위로 마쳤다. 리버스 톱텐 형식으로 인해 선두에서 출발한 그는 스프린트 경기를 8위로 마쳤다. 그 후 바르셀로나 두 경기 모두에서 더 많은 득점이 이어졌지만, 보르툴레투는 마지막 랩에서 팀 동료와 충돌을 일으켜 7위에서 10위로 떨어지게 되었다.
오스트리아에서 보르툴레투는 스프린트 경주에서 4위를 차지하며 8위에서 4위로 올라섰지만, 폴 아론에게 포디움에서 아쉽게 패했다. 일요일, 보르툴레투는 4랩에서 레이스 리더 조슈아 뒤르크센을 추월했고, 이후 버츄얼 세이프티카 상황에서 자신을 뛰어넘은 마르티를 제치고 처음으로 F2 우승을 차지하며 챔피언십 상위 3위 안에 들었다. 실버스톤에서 2점을 기록하며 더 나아갔지만 마이니와의 경기로 인해 다시 페널티를 받았는데, 이번에는 마지막 랩 추월이 트랙 밖으로 발생한 것으로 판단되어 3위에서 4위로 강등되었다. 부다페스트 스프린트 레아스에서 보르툴레투는 부드러운 타이어의 타이어 마모로 어려움을 겪으며 16위로 떨어졌고, 마지막 랩에서 리처드 베르슈어에게 포디움을 빼앗긴 후 피처 경주에서 4위를 차지했다. 벨기에에서 여름 방학 전 마지막 라운드에서 보르툴레투는 2위를 차지하며 하자르와 우승을 놓고 싸웠고, 결국 2위로 올라섰고, 아론의 레이스가 늦게 기술적 문제로 끝난 후 순위에서 같은 순위로 올라섰다.
보르툴레투의 몬차 라운드 시작은 재앙이었다. 그는 예선에서 회전하며 기록을 세웠기 때문에 두 경주 모두에서 꼴찌에서 출발해야 했다. 스프린트 경주에서 보르툴레투는 8위로 올라섰고, 결승선을 통과한 데니스 하우거와 결승선을 공유했다. 그러나 보르툴레투가 1년 내내 뛰어난 성적을 거둔 것은 이번이 특징적인 경주였다. 그는 피트 스톱에 이어 기회가 많은 안전 차량 덕분에 배치 전에 멈춘 모든 드라이버들보다 앞서 나갈 수 있었다. 보르툴레투는 격차를 벌리고 마지막에서 첫 승리를 거두었고, 하자르의 무득점 주말 덕분에 챔피언십에 근접했다. 그는 포뮬러 2에서 그리드에서 최하위로 승리한 최초의 드라이버가 되었다. 이 성과는 이후 연말 시상식에서 메카크롬 우수 수상상을 수상하게 했다.
바쿠 라운드에서 보르툴레투는 스프린트 레이스에서 5위, 메인 레이스에서 4위를 차지하며 하자르를 4.5점 차로 제치고 드라이버 챔피언십 선두에 올랐다. 보르툴레투는 토요일 카타르에서 2위로 예선을 통과해 5위를 차지했다. 그는 피처 레이스 초반 아론의 리드를 잡았지만, 가상 세이프티카 전개 중 피트 레인 입구를 피하면서 피트 볼라드 뒤에서 피트 진입선을 넘었다는 이유로 페널티를 받았다. 비록 보르툴레투는 팩을 통과해 1위로 선을 넘었지만, 결과적으로 아론과 하자르에 밀려 강등되었고, 이는 그와 하자르가 0.5점 차이로 시즌 피날레에 진출하게 된 것을 의미한다.
보르툴레투는 야스 아일랜드에서 다시 2위를 차지했다. 스프린트에서 9위부터 2위까지 돌격한 덕분에 4점 차로 결승 레이스에 진출할 수 있었고, 하자르는 5위를 차지했다. 피처 레이스의 시작으로 하하르는 그리드에서 멈춰 섰다. 한편 보르툴레투는 1번 턴에서 빅터 마르틴스의 리드를 잡았고, 이후 피트 스톱 단계에서 뒤르크센에게 추월당했지만, 보르툴레투는 2위를 차지하며 포뮬러 2 챔피언에 올랐다. 그는 샤를 르클레르, 조지 러셀, 오스카 피아스트리에 이어 FIA 포뮬러 2 시대에서 연속으로 FIA F3와 F2 타이틀을 획득한 네 번째 챔피언이 되었으며, 2022년 펠리페 드럭고비치에 이어 브라질 선수로는 두 번째로 이 부문에서 우승했다.

## 포뮬러 1 커리어
2022년 9월, 보르툴레투는 두 번의 포뮬러 원 챔피언 페르난도 알론소의 드라이버 관리 회사인 A14에 합류했다고 발표했다. 포뮬러 3 타이틀을 획득한 후, 보르툴레투는 2023년 10월 맥라렌 드라이버 개발 프로그램과 계약했다. 그는 2024년 9월 레드불 링에서 첫 포뮬러 원 기계 테스트를 마쳤고, 맥라렌 MC36을 테스트했다.
첫 번째 테스트를 완료할 무렵, 자우버 모터스포츠의 최고운영책임자(COO)와 마티아 비노토 CTO는 아우디에 인수되기 전인 2025년 킥 자우버에서 보르툴레투를 의석 후보 중 한 명으로 선정했다. 당시 포뮬러 원 세계 챔피언이었던 막스 베르스타펜과 레이스 우승자 오스카 피아스트리는 2021년 포뮬러 2 챔피언십에서 우승한 직후 의석을 얻지 못했던 경험과 보르툴레투가 이러한 상황을 피할 수 있기를 바라는 마음을 공유하며 보르툴레투를 지지했다.

### 사우버 (2025)
2024년 상파울루 그랑프리 주말 동안 보르툴레투가 자우버와 2025 시즌 계약을 체결했다는 소문이 돌았다. 자우버는 2024년 11월 6일 이 사실을 확인하며 보르툴레투가 니코 훌켄베르크와 2025년부터 다년간의 계약을 맺을 것이라고 발표했다. 두 사람은 은퇴하는 듀오 발테리 보타스와 저우 관위를 대신할 것이다. 그 결과 보르툴레투는 2024년 말 맥라렌에서 방출되었다. 그는 2020년 포뮬러 2 챔피언십에서 우승한 후 2021년 믹 슈마허가 하스로 승격한 이후 포뮬러 원에서 레이싱 시트로 직접 승격된 최초의 F2 챔피언이 되었다.

## 상과 영예
- FIA 올해의 신인상: 2024
- 앤소인 휴버트 상: F2
- 아람코 최우수 신인상: 2023

## 카트 기록

### 카트 경력 요약
| 시즌  | 시리즈                                       | 팀            | 위치 |
| ----- | -------------------------------------------- | ------------- | ---- |
| 2012  | 캄페오나토 술브라실레이로 데 카트 - PMK/미림 |               | 9위  |
| 2012  | 캄페오나토 파울리스타 드 카트 - 미림         |               | 2위  |
| 2012  | 브라질레이루 드 카트 열기 - 미림             |               | 1위  |
| 2012  | 캄페오나토 브라질레이루 데 카트 - 미림       |               | 2위  |
| 2014  | 슈퍼 카트 브라질 - 카데테                    |               | 2위  |
| 2014  | 브라질레이루 드 카트 열기 - 카데테           |               | 1위  |
| 2014  | 캄페오나토 브라질레이루 데 카트 - 카데테     |               | 3위  |
| 2016  | 트로페오 델레 인더스트리 - 60 미니           |               | 6위  |
| 2016  | ROK컵 국제 결승 - 미니 ROK                   | 가모토 아스드 | 7위  |
| 2016  | WSK 파이널 컵 - 60 미니                      | 가모토 아스드 | 29위 |
| 2017  | WSK 챔피언스컵 - OK-J                        | CRG           | 7위  |
| 2017  | 사우스 가르다 윈터 컵 - OK-J                 | CRG           | 29위 |
| 2017  | 트로페오 안드레아 마구티 - OK-J              | CRG           | 19위 |
| 2017  | 트로페오 델레 인더스트리 - OK-J              | CRG           | 11위 |
| 2017  | WSK 슈퍼 마스터 시리즈 - OK-J                | CRG           | 14위 |
| 2017  | 독일 카트 챔피언십 - OK-J                    | CRG           | 31위 |
| 2017  | CIK-FIA 유럽 선수권 대회 - OK-J              | CRG           | 8위  |
| 2017  | CIK-FIA 월드 챔피언십 - OK-J                 | CRG           | 7위  |
| 2017  | SKUSA 슈퍼내셔널 - X30 주니어                | CRG           | 9위  |
| 2017  | WSK 파이널 컵 - OK-J                         | CRG           | 33위 |
| 2018  | WSK 챔피언스컵 - OK-J                        | CRG           | 19위 |
| 2018  | 사우스 가르다 윈터 컵 - OK-J                 | CRG           | 33위 |
| 2018  | 트로페오 안드레아 마구티 - OK-J              | CRG           | 2위  |
| 2018  | WSK 슈퍼 마스터 시리즈 - OK-J                | CRG           | 2위  |
| 2018  | CIK-FIA 유럽 선수권 대회 - OK-J              | CRG           | 3위  |
| 2018  | CIK-FIA 월드 챔피언십 - OK-J                 | CRG           | 3위  |
| 2018  | WSK 파이널 컵 - OK                           | CRG           | 11위 |
| 2019  | 사우스 가르다 윈터 컵 - OK                   | CRG           | 9위  |
| 2019  | WSK 슈퍼 마스터 시리즈 - OK                  | CRG           | 7위  |
| 2019  | CIK-FIA 유럽 선수권 대회 - OK                | CRG           | 13위 |
| 2019  | CIK-FIA 월드 챔피언십 - OK                   | CRG           | 33위 |
| 2019  | FIA 인터내셔널 슈퍼컵 - KZ2                  | CRG           | 53위 |
| 출처: |                                              |               |      |

### CIK-FIA 카트 유럽 선수권 대회 전체 결과
(key) (굵은 글씨로 표시된 경주는 극 위치를 나타냅니다) (이탤릭체로 표시된 경주는 가장 빠른 랩을 나타냅니다)
| 년도 | 팀  | 부류류 | 1          | 2          | 3         | 4        | 5         | 6        | 7         | 8        | 9         | 10       | DC   | 점수 |
| ---- | --- | ------ | ---------- | ---------- | --------- | -------- | --------- | -------- | --------- | -------- | --------- | -------- | ---- | ---- |
| 2017 | CRG | OK-J   | SAR QH 1   | SAR R 2    | CAY QH 13 | CAY R 31 | LEM QH 24 | LEM R 13 | ALA QH 12 | ALA R 10 | KRI QH 17 | KRI R 20 | 8위  | 39   |
| 2018 | CRG | OK-J   | SAR QH (6) | SAR R (14) | PFI QH 2  | PFI R 6  | AMP QH 1  | AMP R 3  | ESS QH 4  | ESS R 3  |           |          | 3위  | 68   |
| 2019 | CRG | OK     | ANG QH 9   | ANG R 6    | GEN QH 24 | GEN R 12 | KRI QH 19 | KRI R 10 | LEM QH 23 | LEM R 33 |           |          | 13위 | 22   |

## 레이싱 기록

### 레이싱 경력 요약
| 시즌 | 시리즈                       | 팀                       | 레이스 | 우승 | 폴 | 패스트 랩 | 포디움 | 점수  | 위치 |
| ---- | ---------------------------- | ------------------------ | ------ | ---- | -- | --------- | ------ | ----- | ---- |
| 2020 | 이탈리아 F4 챔피언십         | 프레마 파워팀            | 20     | 1    | 4  | 1         | 5      | 157   | 5위  |
| 2021 | 포뮬러 지역 유럽 선수권 대회 | FA 레이싱 바이 MP        | 20     | 0    | 0  | 0         | 1      | 44    | 15위 |
| 2021 | 스톡 카 라이트 브라질        | KTF 레이싱               | 4      | 1    | 1  | 0         | 1      | 60    | 13위 |
| 2022 | 포뮬러 아시아 지역 챔피언십  | 3Y by R-ace GP           | 6      | 1    | 0  | 0         | 1      | 44    | 15위 |
| 2022 | 포뮬러 지역 유럽 선수권 대회 | R-ace GP                 | 20     | 2    | 2  | 1         | 5      | 176   | 6위  |
| 2022 | 스톡 카 브라질               | KTF 스포츠               | 1      | 0    | 0  | 0         | 0      | 0     | NC†  |
| 2023 | FIA 포뮬러 3 챔피언십        | 트라이던트               | 18     | 2    | 1  | 3         | 6      | 164   | 1위  |
| 2024 | FIA 포뮬러 2 챔피언십        | 인빅타 레이싱            | 28     | 2    | 2  | 2         | 8      | 214.5 | 1위  |
| 2025 | 포뮬러 원                    | 스테이크 F1 팀 킥 자우버 |        |      |    |           |        |       |      |

† 보르톨레토는 객원 드라이버였기 때문에 득점할 자격이 없었다.

### 이탈리아 F4 챔피언십 전체 결과
(key) (굵은 글씨로 표시된 경주는 극 위치를 나타냅니다) (이탤릭체로 표시된 경주는 가장 빠른 랩을 나타냅니다)
| 년도 | 팀            | 1       | 2       | 3        | 4        | 5        | 6          | 7       | 8       | 9        | 10      | 11      | 12    | 13        | 14      | 15      | 16         | 17       | 18       | 19      | 20      | 21      | 위치 | 포인트 |
| ---- | ------------- | ------- | ------- | -------- | -------- | -------- | ---------- | ------- | ------- | -------- | ------- | ------- | ----- | --------- | ------- | ------- | ---------- | -------- | -------- | ------- | ------- | ------- | ---- | ------ |
| 2020 | 프레마 파워팀 | MIS 1 7 | MIS 2 7 | MIS 3 11 | IMO1 1 8 | IMO1 2 7 | IMO1 3 Ret | RBR 1 7 | RBR 2 7 | RBR 3 13 | MUG 1 2 | MUG 2 1 | MUG 3 | MNZ 1 18† | MNZ 2 3 | MNZ 3 2 | IMO2 1 Ret | IMO2 2 8 | IMO2 3 8 | VLL 1 4 | VLL 2 C | VLL 3 4 | 5위  | 157    |

### 완전한 포뮬러 지역 유럽 선수권 대회 결과
(key) (굵은 글씨로 표시된 경주는 극 위치를 나타냅니다) (이탤릭체로 표시된 경주는 가장 빠른 랩을 나타냅니다)
| 년도 | 팀                | 1       | 2        | 3        | 4        | 5        | 6        | 7        | 8        | 9         | 10       | 11       | 12       | 13       | 14      | 15       | 16      | 17      | 18      | 19        | 20       | DC   | 점수 |
| ---- | ----------------- | ------- | -------- | -------- | -------- | -------- | -------- | -------- | -------- | --------- | -------- | -------- | -------- | -------- | ------- | -------- | ------- | ------- | ------- | --------- | -------- | ---- | ---- |
| 2021 | FA 레이싱 바이 MP | IMO 1 9 | IMO 2 11 | CAT 1 23 | CAT 2 22 | MCO 1 23 | MCO 2 21 | LEC 1 18 | LEC 2 28 | ZAN 1 17  | ZAN 2 18 | SPA 1 28 | SPA 2 12 | RBR 1 7  | RBR 2   | VAL 1 11 | VAL 2 9 | MUG 1 6 | MUG 2 8 | MNZ 1 8   | MNZ 2 28 | 15위 | 44   |
| 2022 | R-ace GP          | MNZ 1 6 | MNZ 2 9  | IMO 1 7  | IMO 2 3  | MCO 1 6  | MCO 2 5  | LEC 1 4  | LEC 2 5  | ZAN 1 Ret | ZAN 2 8  | HUN 1 9  | HUN 2 3  | SPA 1 14 | SPA 2 1 | RBR 1 15 | RBR 2 5 | CAT 1 7 | CAT 2 1 | MUG 1 Ret | MUG 2    | 6위  | 176  |

### 스톡 카 브라질 결과
| 년도 | 팀         | 차량          | 1        | 2     | 3     | 4     | 5     | 6     | 7     | 8     | 9     | 10    | 11    | 12    | 13    | 14    | 15    | 16    | 17    | 18    | 19    | 20    | 21    | 22    | 23    | 순위 | 점수 |
| ---- | ---------- | ------------- | -------- | ----- | ----- | ----- | ----- | ----- | ----- | ----- | ----- | ----- | ----- | ----- | ----- | ----- | ----- | ----- | ----- | ----- | ----- | ----- | ----- | ----- | ----- | ---- | ---- |
| 2022 | KTF 스포츠 | 쉐보레 크루즈 | INT 1 22 | GOI 1 | GOI 2 | VCA 1 | VCA 2 | RIO 1 | RIO 2 | BRA 1 | BRA 2 | BRA 1 | BRA 2 | INT 1 | INT 2 | SCZ 1 | SCZ 2 | VCA 1 | VCA 2 | GOI 1 | GOI 2 | GOI 1 | GOI 2 | BRA 1 | BRA 2 | NC†  | 0†   |

† 보르톨레토는 객원 드라이버였기 때문에 득점할 자격이 없었다.

### 포뮬러 아시아 지역 선수권 대회 전체 결과
(key) (볼록한 레이스는 극 위치를 나타냅니다) (이탤릭체로 표시된 레이스는 상위 10명의 피니셔 중 가장 빠른 랩을 나타냅니다)
| 년도 | 참가           | 1        | 2       | 3       | 4       | 5         | 6       | 7     | 8     | 9     | 10    | 11    | 12    | 13    | 14    | 15    | DC   | 점수 |
| ---- | -------------- | -------- | ------- | ------- | ------- | --------- | ------- | ----- | ----- | ----- | ----- | ----- | ----- | ----- | ----- | ----- | ---- | ---- |
| 2022 | 3Y by R-ace GP | ABU 1 10 | ABU 2 1 | ABU 3 6 | DUB 1 6 | DUB 2 Ret | DUB 3 8 | DUB 1 | DUB 2 | DUB 3 | DUB 1 | DUB 2 | DUB 3 | ABU 1 | ABU 2 | ABU 3 | 14위 | 46   |

### FIA 포뮬러 3 챔피언십 전체 결과
(key) (볼록한 레이스는 극 위치를 나타냅니다) (이탤릭체로 표시된 레이스는 가장 빠른 랩을 나타냅니다)
| 년도 | 참가       | 1          | 2         | 3         | 4         | 5         | 6         | 7         | 8         | 9          | 10        | 11        | 12        | 13        | 14        | 15          | 16         | 17        | 18        | DC  | 점수 |
| ---- | ---------- | ---------- | --------- | --------- | --------- | --------- | --------- | --------- | --------- | ---------- | --------- | --------- | --------- | --------- | --------- | ----------- | ---------- | --------- | --------- | --- | ---- |
| 2023 | 트라이던트 | BHR SPR 19 | BHR FEA 1 | MEL SPR 6 | MEL FEA 1 | MON SPR 6 | MON FEA 5 | CAT SPR 4 | CAT FEA 4 | RBR SPR 10 | RBR FEA 2 | SIL SPR 2 | SIL FEA 6 | HUN SPR 2 | HUN FEA 7 | SPA SPR Ret | SPA FEA 11 | MNZ SPR 2 | MNZ FEA 5 | 1위 | 164  |

### FIA 포뮬러 2 챔피언십 전체 결과
(key) (볼록한 레이스는 극 위치를 나타냅니다) (이탤릭체로 표시된 레이스는 가장 빠른 랩을 나타냅니다)
| 년도 | 참가          | 1         | 2         | 3          | 4           | 5           | 6           | 7         | 8         | 9         | 10        | 11        | 12         | 13        | 14        | 15        | 16        | 17         | 18        | 19         | 20        | 21        | 22        | 23        | 24        | 25        | 26        | 27        | 28        | DC  | 점수수 |
| ---- | ------------- | --------- | --------- | ---------- | ----------- | ----------- | ----------- | --------- | --------- | --------- | --------- | --------- | ---------- | --------- | --------- | --------- | --------- | ---------- | --------- | ---------- | --------- | --------- | --------- | --------- | --------- | --------- | --------- | --------- | --------- | --- | ------ |
| 2024 | 인빅타 레이싱 | BHR SPR 6 | BHR FEA 5 | JED SPR 10 | JED FEA Ret | MEL SPR Ret | MEL FEA Ret | IMO SPR 6 | IMO FEA 2 | MON SPR 2 | MON FEA 8 | CAT SPR 5 | CAT FEA 10 | RBR SPR 4 | RBR FEA 1 | SIL SPR 4 | SIL FEA 6 | HUN SPR 16 | HUN FEA 4 | SPA SPR 10 | SPA FEA 2 | MNZ SPR 8 | MNZ FEA 1 | BAK SPR 5 | BAK FEA 4 | LSL SPR 5 | LSL FEA 3 | YMC SPR 2 | YMC FEA 2 | 1위 | 214.5  |

### 완전한 포뮬러 1 결과
(key) (볼록한 레이스는 극 위치를 나타냅니다) (이탤릭체로 레이스는 가장 빠른 랩을 나타낸다.)
| 년도 | 참가                     | 섀시          | 엔진                   | 1   | 2   | 3   | 4   | 5   | 6   | 7   | 8   | 9   | 10  | 11  | 12  | 13  | 14  | 15  | 16  | 17  | 18  | 19  | 20  | 21  | 22  | 23  | 24  | WDC | 포인트 |
| ---- | ------------------------ | ------------- | ---------------------- | --- | --- | --- | --- | --- | --- | --- | --- | --- | --- | --- | --- | --- | --- | --- | --- | --- | --- | --- | --- | --- | --- | --- | --- | --- | ------ |
| 2025 | 스테이크 F1 팀 킥 자우버 | 킥 자우버 C44 | 페라리 066/12 1.6 V6 t | AUS | CHN | JPN | BHR | SAU | MIA | EMI | MON | ESP | CAN | AUT | GBR | BEL | HUN | NED | ITA | AZE | SIN | USA | MXC | SAP | LVG | QAT | ABU | –   | –      |

 완주하지는 못했지만, 경주 거리의 90% 이상을 완주했기 때문에 분류되었다.